# 체스카 가르시아
프란체스카 마리에 벨라스코 가르시아(스페인어: Francesca Marie Velasco Garcia, 1980년 4월 14일 ~ )는 필리핀의 배우, 모델이다.